# ラム会長
ラム会長（ラムかいちょう）は、日本の女子プロレスラー。「RAM会長」と表記されることもある。

## 経歴
2005年3月6日に、666大阪アゼリア大正・悪夢の大阪大会にて、顔面に白黒のペイントを施した史上最年少の小学生プロレスラーとしてデビューする。傍若無人なヒールレスラーとして活動し、小学生レスラーとしてテレビなどで紹介された。
2009年1月に引退を発表し、8月23日に行われたアイスリボン後楽園ホール大会でのりほとの試合終了後に、チビッ子レスラーがこの先現れない可能性を危惧する発言をする。12月23日、「憧れの選手」と言うTAJIRIを迎えての4WAYマッチを最後に引退した。
2016年10月28日、666に7年ぶりに復活し活動を再開した。
2019年6月30日、アイスリボン川口SKIPシティ大会に参戦、藤本つかさとの一騎打ちに敗れるも「女子プロレスのリングでの試合が楽しかった」との旨を発し、アイスリボンへの定期参戦が決定する。
2020年5月5日より週刊プロレスmobileにてコラム「小ラム」を配信開始。
8月9日、アイスリボン横浜文化体育館大会にて本間多恵の持つトライアングルリボン王座に挑戦し勝利。自身初の女子団体のタイトルを獲得した。
9月5日、新木場1stRINGにおいて「ラム会長デビュー十五執念記念大会」を開催。
2021年9月5日、OZアカデミー名古屋国際会議場大会「尾崎魔弓35周年興行」において自身初の有刺鉄線プラズマ爆破バットデスマッチに出場。
10月9日、大田区総合体育館大会「WRESTLE PRINCESS Ⅱ」において東京女子プロレス初参戦。
12月24日、成美グリーンホールにおけるたまプロフェスタにて行なわれた初代たまプロタッグ王座争奪リーグ戦決勝戦で山下りな＆TORU組から勝利し王座獲得。
2022年7月9日、「NEW BLOOD 3」にてスターダムに初参戦。以降、NEW BLOODでは月山和香と抗争を繰り広げる。
2023年1月3日から始まる、スターダムの6人タッグリーグ戦の「TRIANGLE DERBY」に尾崎妹加、雪妃真矢とのトリオで出場。しかしながら、決勝トーナメント進出は果たせなかった。

## 得意技
ラ・シージャ
619
レインメーカー
チョークスラム
クルクルエルボー
怨霊クラッチ
エクトプラズム
ラムDDT
ラムちゃんカッター
- 哲っちゃんカッターと同じ技。黒田哲広公認。

## 入場テーマ曲
- 「歌舞伎町の女王」（椎名林檎）

## タイトル歴
アイスリボン
- トライアングルリボン王座（第36代・38代）

DDTプロレスリング
- アイアンマンヘビーメタル級王座（第293代・1557代）

たまプロ
- たまプロタッグ王座（初代、パートナーは黒田哲広）

スパーク女子プロレス
- スパーク女子パシフィック王座

## 人物
- ライバル（戦友）はラブ&ベリー。プロレス界ではHG、インリン様
- 野望は男子レスラー相手に666連勝。
- 夢は岡田くん（元V6・岡田准一）と結婚。
- 好きな有名人は山口百恵。
- 喫茶店巡りが趣味である。
- 好きな食べ物はアイスクリーム、チョコレート、たまご。
- 好きなサンリオキャラクターはけろけろけろっぴ、ハンギョドン。

## 名台詞
- 「佐野しょっぱいね」

## テレビ出演
- スッキリ!!（2006年8月24日、日本テレビ） - なお、年齢については非公開であるが、この取材時点では小学4年生とナレーションされている。また、素顔での出演シーンがある。